# Cuatresia hunzikeriana
Cuatresia hunzikeriana là loài thực vật có hoa trong họ Cà. Loài này được (Benítez & M.Martínez) N.W.Sawyer mô tả khoa học đầu tiên năm 1999.